# Fredi González
Fredi Jesus González, né le 28 janvier 1964 à La Havane (Cuba), est l'ancien manager des Marlins de la Floride (de 2007 à 2010) et des Braves d'Atlanta (2011 à 2016) de la Ligue majeure de baseball.

## Carrière de joueur
Originaire de Cuba, González grandit à Miami et sort diplômé de l'école secondaire Southridge en 1982. Il est sélectionné par les Yankees de New York au 16e tour de la draft 1982 (413e choix global) et passe six saisons en ligues mineures, ne dépassant pas le niveau AA.

## Carrière de manager

### Marlins de la Floride
En 1990, il commence sa carrière de manager en ligues mineures avec les Miami Miracle dans la Florida State League pour les 20 derniers matchs de leur saison. Il reprend les rênes de l'équipe en 1991 avant de rejoindre la toute nouvelle organisation des Marlins de la Floride en 1992. Il gère les équipes de ligues mineures de la franchise jusqu'en 1998, atteignant la finale de l'Eastern League en 1997 avec les Portland Sea Dogs et recevant le titre de Manager de l'année de la ligue. Il rejoint la Ligue majeure comme instructeur de troisième but de 1999 à 2001. En 2002, il quitte les Marlins pour l'organisation des Braves d'Atlanta et le poste de manager des Richmond Braves en Ligue internationale. Il retrouve la Ligue majeure avec les Braves toujours comme instructeur de troisième but de 2003 à 2006. 
Le 3 octobre 2006, il est nommé manager des Marlins après le licenciement de Joe Girardi.
Sous les ordres de Gonzalez, les Marlins finissent dernier dans la division Est de la Ligue nationale en 2007 avec 71 victoires et 91 défaites. Ils font beaucoup mieux au cours des deux saisons suivantes : fiche de 84-77 et troisième place dans l'Est en 2008, puis dossier de 87-75 bon pour une deuxième place en 2009.
Les Marlins ont 34 victoires et 36 défaites après 70 parties en 2010 lorsque Gonzalez est congédié le 23 juin. Tout comme son prédécesseur Girardi, Gonzalez était en conflit avec le propriétaire de l'équipe, Jeffrey Loria. L'instructeur sur le banc, Carlos Tosca, et l'entraîneur des frappeurs Jim Presley sont aussi mis à la porte. Edwin Rodriguez, qui a passé une saison et demie à la barre des Zephyrs de la Nouvelle-Orléans, le club-école des Marlins au niveau AAA, remplace Gonzalez comme manager des Marlins.
La Floride a remporté 276 matchs et en a perdu 279 pour un pourcentage de victoires de ,497 durant le passage de Fredi Gonzalez à la tête du club. Il portait le numéro d'uniforme 33 avec l'équipe.

### Braves d'Atlanta
En 2011, González succède au légendaire Bobby Cox comme manager des Braves d'Atlanta. À sa première saison aux commandes de l'équipe, les Braves se classent deuxièmes dans la division Est avec un fiche de 89 victoires et 73 défaites. Positionnés comme meilleurs deuxièmes de la Ligue nationale pendant la majeure partie de l'année et presque assurés de jouer en séries éliminatoires, les Braves de González voient leur saison se conclure par une déroute complète en septembre et l'élimination au dernier jour du calendrier régulier. Le lendemain de cette défaite, González et son personnel d'instructeurs sont cependant tous reconfirmés dans leurs fonctions pour la saison 2012.
Avec 94 victoires contre 68 défaites en 2012, les Braves terminent deuxièmes dans la division Est et se qualifient pour les éliminatoires. Ils sont cependant éliminés par les Cardinals de Saint-Louis dès le match de meilleur deuxième.
González savoure un premier titre de division en 2013. Après un départ canon de 15 victoires et 5 défaites, les Braves passent toutes les journées de la saison, sauf une, au premier rang de la section Est de la Ligue nationale, un rang qu'ils ne quittent plus à partir du 5 avril, pour leur premier titre de section depuis 2005. Le club gagne 96 matchs et en perd 66. Ils s'inclinent cependant trois victoires à une devant les Dodgers de Los Angeles en Série de division.
Le 31 mars 2014, Fredi González devient le premier gérant à faire renverser la décision d'un arbitre grâce au niveau système étendu d'arbitrage vidéo qui vient d'être créé par les Ligues majeures. Dans le match d'ouverture des Braves à Milwaukee, González a gain de cause en protestant contre la décision, erronée, de l'arbitre Greg Gibson de déclarer sauf au premier but Ryan Braun des Brewers.
Le 17 mai 2016, González est congédié par les Braves d'Atlanta, qui n'ont remporté que 9 matchs sur 37 depuis le début de la nouvelle saison, et il est remplacé par Brian Snitker. 
En 6 ans sous les ordres de González, les Braves remportent 434 parties et en perdent 413 pour un pourcentage de victoires de ,512 en 847 matchs joués.

## Statistiques de manager
| Équipe | Année  | Saison régulière | Saison régulière | Saison régulière | Saison régulière |  | Séries éliminatoires | Séries éliminatoires | Séries éliminatoires | Séries éliminatoires |
| Équipe | Année  | Vic.             | Déf.             | % Vic.           | Place            |  | Vic.                 | Déf.                 | % Vic.               | Résultats            |
| FLA    | 2007   | 71               | 91               | 0,438            | 5e NL Est        |  | -                    | -                    | -                    |                      |
| FLA    | 2008   | 84               | 77               | 0,522            | 3e NL Est        |  | -                    | -                    | -                    |                      |
| FLA    | 2009   | 87               | 75               | 0,537            | 2e NL Est        |  | -                    | -                    | -                    |                      |
| FLA    | 2010   | 34               | 36               | 0,486            | -                |  | -                    | -                    | -                    |                      |
| Totaux | Totaux | 276              | 279              | 0,497            |                  |  | 0                    | 0                    | 0,000                |                      |